# Manuel Panselinos
Manuel Panselinos o Panselenos (in greco medievale: Μανουήλ Πανσέληνος; Salonicco, XIII secolo – XIV secolo) è stato un pittore bizantino, uno dei più importanti artisti bizantini e uno dei principali creatori dell'iconografia religiosa del cristianesimo orientale.

## Biografia
È considerato il principale esponente della scuola macedone a volte indicata come scuola Panselinos.
Tuttavia, la sua identità è in dubbio, in effetti una denominazione tradizionale, con base orale, per l'attribuzione degli affreschi del protaton di Karyes, nel Monte Athos.
Tutti i riferimenti a Panselinos sono successivi alla sua epoca, dal momento che provengono dall'Hermeneia o dal "Manuale del pittore", un testo originario del secolo XVIII scritto da un pittore monaco chiamato Dionisio da Furnà (Evrytania).
Oltre ai dipinti del Protaton, gli sono attribuiti i dipinti del narthex esterno del Monastero di Vatopedi  e del Pantokratoros  e del Megistis Lavras, nonché un gran numero di icone conservate in Athos e in altri luoghi.